# L'Aigle et le Cheval
Pour plus de détails, voir Fiche technique et Distribution.
L'Aigle et le Cheval est un téléfilm français réalisé par Serge Korber en 1994.

## Fiche technique
- Titre original : L'Aigle et le Cheval
- Réalisation : Serge Korber
- Scénario : Thomas Korber
- Décors : José Matos
- Photographie : Mário de Carvalho
- Son :
- Montage : Alain Goraguer
- Musique :
- Production : António da Cunha Telles, Pierre-Richard Muller, Fernando Vendrell
- Société de production : Canal+
- Pays d'origine : France, Canada, Espagne
- Langue d'origine : français, anglais, espagnol
- Format : Couleur
- Genre :
- Durée : 93 minutes
- Date de sortie :  France : 1994

## Distribution
- David Carradine : John Freemont
- Cheyenne Kitchikake : Paco
- Philippe Sfez : Paco adulte
- Fernand Berset :
- Franck-Olivier Bonnet :
- Richard Darbois :
- Jean Gaven :
- Franck Khalfoun :